# Hypothyris anyta
Hypothyris anyta är en fjärilsart som beskrevs av Doubleday 1847. Hypothyris anyta ingår i släktet Hypothyris och familjen praktfjärilar. Inga underarter finns listade i Catalogue of Life.